# هينينج كلوسن
هينينج كلوسن هو لاعب رماية دنماركي، ولد في 16 أكتوبر 1939.

## وصلات خارجية
- هينينج كلوسن على موقع أوليمبيديا (الإنجليزية)